# Birkerøds sogn
Birkerøds sogn (danska: Birkerød Sogn) är en församling i Rudersdals kontrakt (provsti) i Helsingörs stift i Danmark. Församlingen ligger i Rudersdals kommun i Region Hovedstaden. Den hörde före kommunreformen 1970 till Lynge-Kronborgs härad i Frederiksborg amt.
Den 1 januari 2012 hade församlingen 14 174 invånare, varav 11 055 (77,99 procent) var medlemmar i Danska folkkyrkan.

## Kyrkobyggnader
- Birkerøds kyrka
- Høsterkøbs kyrka